# Marc Mero
Marc Mero (Buffalo, New York, 9 de julio de 1960) es un luchador profesional y boxeador amateur retirado estadounidense. Mero es conocido por sus apariciones en las empresas World Wrestling Federation (ahora WWE) donde trabajo bajo su nombre real, Total Nonstop Action Wrestling y World Championship Wrestling empresas para las cuales trabajo bajo el nombre Johnny B. Badd. 
En 2007 fundó la organización sin ánimo de lucro «Champion of Choices».

## Carrera

### World Championship Wrestling
En 1990, Mero decidió convertirse en un luchador, viajando a Tampa, Florida, para entrenar bajo los Malenko. Debutó en 1991 en la promoción de la Floridian Sun Coast Professional Wrestling. Varios meses después, Mero asistió a una de grabación televisada de World Championship Wrestling y se le dio una prueba, perdiendo ante Doom en un squash match. Mero apareció con la WCW como un jobber durante varios meses antes de firmar un contrato por el booker Dusty Rhodes. Rhodes le dio a Mero el nombre de Johnny B. Badd (el nombre hace referencia a la canción Johnny B. Goode de Chuck Berry) y el gimmick de un doble de Little Richard. Inicialmente manejado por Teddy Long, B. Badd era conocido por su actitud rimbombante y su "Badd Blaster", un disparador de confeti el cual dispararía antes de sus combates. Mero ganó el WCW World Television Championship en tres ocasiones.
En 1996, Mero abandonó la WCW, ya que no estaba de acuerdo con la idea de un angle en el que estaría asociado con Kimberly Page, la esposa de Diamond Dallas Page.

### World Wrestling Federation (1996-1999)

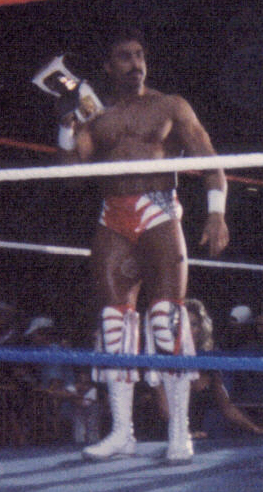
Mero en el ring en 1996.

Tras abandonar la WCW, Mero firmó un contrato con la World Wrestling Federation, luchando como "Wildman" Marc Mero (en ese momento, la WCW poseía los derechos del gimmick de Johnny B. Badd). Mero fue manejado por su esposa, Rena "Sable" Mero, quién en storyline "rescató" de Hunter Hearst Helmsley. El 23 de septiembre de 1996, Mero derrotó a Faarooq Asad en las finales del torneo por el Campeonato Intercontinental que estaba vacante. Él retuvo el título hasta el 21 de octubre de 1996, cuando fue derrotado por Helmsley.
En febrero de 1997, Mero se lesionó su ligamento cruzado anterior, y pasó seis meses en rehabilitación. Regresó a finales de 1997 con el personaje heel de "Marvelous" Marc Mero, un pugilista convertido en luchador. El storyline tenía a Mero volviéndose celoso de la seguidilla de fanes que Sable había adquirido durante su ausencia y queriéndola fuera de la WWF. El storyline fue resuelto en una lucha entre Mero y Sable en Over the Edge, en la que Mero fingió tener remordimiento, ofreciéndose a yacer y permitirle cubrirlo, antes de derrotar a Sable con un Inside Cradle, lo que resultó en Sable dejando la WWF por un breve tiempo. Después de deshacerse de Sable como valet, Jacqueline se convirtió en su mánager. En 1998, Mero compitió en el torneo de WWF Brawl for All, pero fue eliminado por Bradshaw. Las interferencias de Jacqueline pronto terminarían costándole varios combates y Mero la despidiría posteriormente.
La última aparición de Mero en la WWF fue el 30 de noviembre de 1998 en WWF Raw. Tenía una oportunidad por el Campeonato Peso Ligero Pesado de la WWF, que estaba en manos de Duane Gill, y prometió retirarse si no podía derrotar a Gill. Gill ganó el combate con ayuda del J.O.B. Squad. Mero luchó por última vez en WWF Capital Carnage seis días después, perdiendo un combate en parejas junto a Jacqueline contra Sable y Christian. En 1999, tanto Mero como Sable dejaron la WWF. En esas instancias, a Mero le quedaban tres años de contrato con un salario garantizado de $350,000. Mero subsecuentemente no siguió luchando por 18 meses debido a las molestas lesiones y una cirugía de espalda.

### Regreso a la WCW (2000)
El 26 de abril de 2000, Mero regresó a World Championship Wrestling, apareciendo con su entrenador, Ray Rinaldi, en la audiencia de un episodio de WCW Thunder y confrontando a Tank Abott. Mero optó por no regresar a la WCW en su totalidad debido a su condición física en ese momento.

### XWF (2001-2002), TNA (2004-2005), y Retiro
En 2001, Marc Mero regresó a la lucha libre en la X Wrestling Federation junto con Rena Mero. Ambos quedaron en la empresa hasta su clausura en 2002.
El 24 de noviembre de 2004, Mero empezó a luchar en Total Nonstop Action Wrestling bajo el nombre de Johnny B. Badd. Él apareció esporádicamente en la empresa entre a fines de 2004 y a inicios de 2005.
Mero se retiró de la lucha libre en 2006, abriendo el Marc Mero Body Slam Training Institute en Altamonte Springs, Florida.

## Campeonatos y logros

### Boxeo amateur
- New York State Titles
  - Amateur Athletic Union
  - Empire State Games
  - New York Golden Gloves

### Lucha libre profesional
- Pro Wrestling Illustrated
  - PWI Rookie of the Year (1991)[1][8]
  - Situado en el N°43 en los PWI 500 de 1996[9]

- World Championship Wrestling
  - WCW World Television Championship (3 veces)[8][10]

- World Wrestling Federation
  - WWF Intercontinental Championship (1 vez)[8][11][10]

- Wrestling Observer Newsletter
  - Most Improved Wrestler (1995)[3]
  - Rookie of the Year (1991)[3]